# 早川一光
早川 一光（はやかわ かずてる、1924年〈大正13年〉1月3日 - 2018年〈平成30年〉6月2日）は、医師（外科医）、ラジオパーソナリティ。

## 人物
満州奉天（現在の中華人民共和国遼寧省瀋陽市）生まれ、愛知県知多郡横須賀町（現在の東海市）育ち。父は小児科の医者で、末っ子の次男として生まれる。
戸籍上の生年月日は1924年1月3日になっているが、早川の親によると実際は1923年12月26日であるとのこと。これは親が生まれて数日で2歳（数え年）になることを嫌い、1月3日で届け出たためだという。
父が満鉄病院に勤めていた関係で4歳まで満州に住んだ後、家族で愛知県知多郡横須賀町に移住した。当時のペチカの石炭の火とゴッゴッという石炭の音は晩年までなんとなく頭に残っていたとのこと。
1948年、京都府立医科大学卒業。望月成人教授の第1外科に入局するも民主化運動のため半年で大学を追われた。1950年、京都市上京区西陣に住民出資の白峰診療所を開設。1958年、堀川病院に発展し、院長、理事長を歴任、1984年から1999年の辞任まで顧問を務めた。「自分の体は自分でまもる」をスローガンに、住民主体の地域医療に専念してきた。
1980年、「わらじ医者 京日記  ボケを看つめて」(1979年1月、ミネルヴァ書房）で第34回毎日出版文化賞を受賞。1982年にはこの本を題材にしたNHKドラマ人間模様『とおりゃんせ』（田村高廣主演　1982/7/4～8/1　全5回）が放映された。1995年から2013年に滋賀医科大学にて医学概論を講義したが、講義名を「総合人間学」と変えた。
1996年、第五回若月賞を受賞。
1997年、京都府北桑田郡美山町（現在の南丹市美山町）の美山診療所の公設民営化に従事し、2003年まで医療法人「美山健康会」理事長、美山診療所所長として、農村での地域医療に携わった。地道な地域医療を実践していることから、「わらじ医者」と言われている。1988年に立ち上げた「総合人間研究所」所長として、人間を医学の面からも哲学の面から宗教の面からも見ていこうという総合人間学の研究、各地での講演活動を行った。2002年に京都・衣笠に「わらじ医者よろず診療所」を開設、医療相談も行った。公益社団法人「認知症の人と家族の会」顧問。
1987年10月3日から2018年3月31日までより毎週土曜日の朝（午前6:30～8:00）に、KBS京都ラジオで「早川一光のばんざい人間」のパーソナリティーを30年半にわたり務めた。番組内では反原発を非常に強く訴えていた。
趣味は麻雀。以前は将棋だったが、負けてばかりなので麻雀に転向した。大学では野球部に所属。好きな食べ物は肉・スイカ。肉は若い頃から好み、特にビフテキが大好きである。野菜は嫌いでほとんど食べず、魚も大嫌いである。酒は飲まない。
孫が8人、ひ孫が2人いる（2017年3月3日現在）。
2014年に多発性骨髄腫を発症し療養を続けてきたが、2018年6月2日、京都市右京区の自宅で死去。94歳没。
2018年12月15日、立命館大学朱雀キャンパスにおいて「医師 早川一光を語る会 ～西陣の医療から総合人間学へ～」と題し、これまでの仕事を振り返り、次世代に向けてこれからどのように志を引き継いでいけばいいのか、語る会が開催された。

## 出演
- 早川一光のばんざい人間（土曜 6:30 - 8:30、KBS京都ラジオ、1987年10月3日 - 2018年3月31日）

## 著書
- 『わらじ医者京日記 ボケを看つめて』ミネルヴァ書房　1979
- 『続・わらじ医者京日記』ミネルヴァ書房　1980
- 『ボケとつき合う わらじ医者奮闘の記』現代出版、1981年12月。NDLJP:12148519。
- 老いの心と体の研究会 編『ボケ110番』現代出版、1982年2月。NDLJP:12148530。
- 『親守りのうた』合同出版、1983年5月。NDLJP:12145716。
- 『ポックリ往く人逝けぬ人』現代出版　1984
- 『ぼけない方法教えます』現代出版　1985
- 『ぼけの先生のえらいこっちゃ』毎日新聞社　1985
- 『畳の上で死にたい 人間どう生きる』日本経済新聞社　1986
- 『畳の上で大往生』京都21プロジェクト　1988
- 『長生きも芸のうち となりのおばあちゃん』小学館　1989
- 『おいおいあんなぁへぇー』京都21プロジェクト　1990
- 『ボケないボケさせないくらしの中の知恵』協同組合通信社　1990
- 『ほうけてたまるか』労働旬報社　1991
- 『ボケない話老けない話』小学館　1992
- 『わらじ医者診て診られて』本願寺出版社　1992
- 『わらじ医者老いと死のはなし 一、二、三ほら死むつかしぅおすなぁ大往生』佼成出版社　1993
- 『大往生の心がけ わらじ医者の一人語り』創樹社　1995
- 『不思議・ふしぎ?からだ再発見!』1-2　ミネルヴァ書房　1995-96
- 『ボケないひけつ教えます 看護と介護の道を歩く人たちとともに』小学館　1995
- 『わらじ医者お迎え来た…ほな行こか 老いと死、送りの医療』佼成出版社　1998
- 『老い方練習帳』角川oneテーマ21　2003
- 『人生は老いてからが楽しい』洋泉社　2003
- 『大養生のすすめ』角川書店　2003
- 『<わらじ医者>早川一光のボケない生き方ボケても幸せな老い方』海竜社　2003
- 『お～い、元気かぁ～ 医の源流を求めて』かもがわ出版　2004
- 『ほな、また、来るで 人を看るということ』照林社　2004
- 『老いかた道場』角川oneテーマ21　2005
- 『ひろがれ、ひろがれ9条ねぎ(祈ぎ)の輪 憲法わいわい談義』かもがわ出版　2005
- 『大養生の作法 人生最終章の生き方のコツ』角川oneテーマ21 2007
- 『わらじ医者よろず診療所日誌』かもがわ出版　2008
- 『ど～んと来い、困りごと』かもがわ出版　2012

### 共編著
- 『銀の杖』吉沢久子共編　自由企画・出版　1982
- 『ボケの周辺 支えあう老いの人間もよう』編　現代出版　1983
- 『いきいき生きる 人間学のすすめ』京都21プロジェクト,早川さくら製作・編集　京都新聞社　1996
- 『元気にやりや わらじ先生説き語り』おちとよこ 聞き書き　婦人生活社　1998
- 『わらじ医者の来た道　民主的医療現代史』立岩真也　西沢いづみ共著　青土社　2015 ISBN　978-4-7917-6879-0
  - 第一章　たどり来し道　早川一光　第2章　立岩真也によるinterview 第3章　interviewの後で　第4章　早川一光の臨床実践と住民の医療活動　西沢いづみ　一光91歳の著。参考文献多数あり。